# Provincia de Almeidas
La Provincia de Almeidas, también conocida como Provincia de Sabana Norte, es una de las quince provincias del departamento de Cundinamarca (Colombia).

## Ubicación geográfica
La Provincia de Almeidas se encuentra localizada al nororiente del departamento de Cundinamarca. Limita por el norte con el departamento de Boyacá y la Provincia de Ubaté; por el sur con la Provincia del Guavio; por el oriente con el departamento de Boyacá, y por el occidente con las provincias de Sabana Centro y Ubaté. 
La extensión territorial de la provincia es de 1.238 km², y representa el 5,5% del área total del departamento, lo que la ubica como la novena provincia en extensión territorial de Cundinamarca.

## División política y administrativa
La Provincia de Almeidas está integrada por siete municipios:
- Chocontá (capital de la Provincia)
- Machetá
- Manta
- Sesquilé
- Suesca
- Tibirita
- Villapinzón

## Historia

### Época precolombina
En la época precolombina, el territorio de la actual Provincia de Almeidas hizo parte del Zipazgo (una de las divisiones político-administrativas de la Confederación Muisca). Uno de los acontecimientos de mayor relevancia histórica en aquella época fue la Batalla de Chocontá, en la que se enfrentaron las tropas del Zipa Saguamanchica contra las del Zaque Michuá.

### Reconquista española
Después de la llegada de “El pacificador” Pablo Morillo e instaurado su régimen del terror, los hermanos Vicente y Ambrosio Almeida, quienes habían logrado escapar de la prisión en Santafé de Bogotá, gracias a la ayuda de Policarpa Salavarrieta, se ocultaron en la población de Tibirita. Tiempo después crearon un guerrilla en cercanías de Machetá entre mediados de 1816 y 1817, con la colaboración de pobladores de sus alrededores, entre ellos el Padre José Ángel Manrique, párroco de la iglesia de Manta. La guerrilla de los hermanos Almeida logró tomarse Chocontá, avanzar hasta Sesquilé, y por medio de la vía del Socaire en Suesca llegar a Nemocón, de allí planeaban continuar a Zipaquirá pero fueron repelidos por fuerzas realistas enviadas por el virrey Samano. La guerrilla fue disuelta y los hermanos Almeida huyeron a los llanos, donde más tarde se unirían a las tropas de la campaña libertadora.

## Galería fotográfica

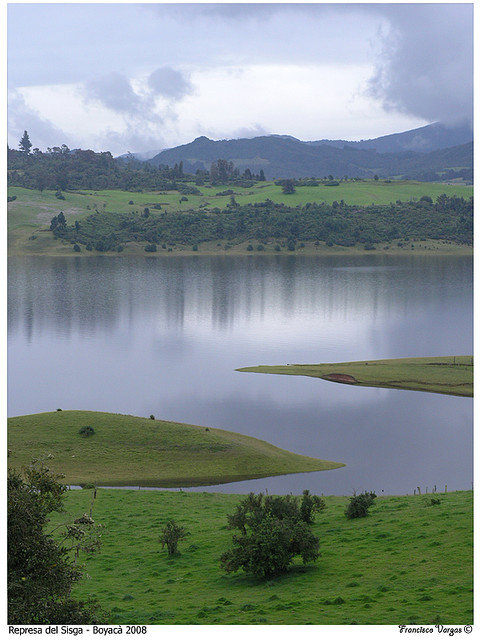
Represa del Sisga, en Chocontá.
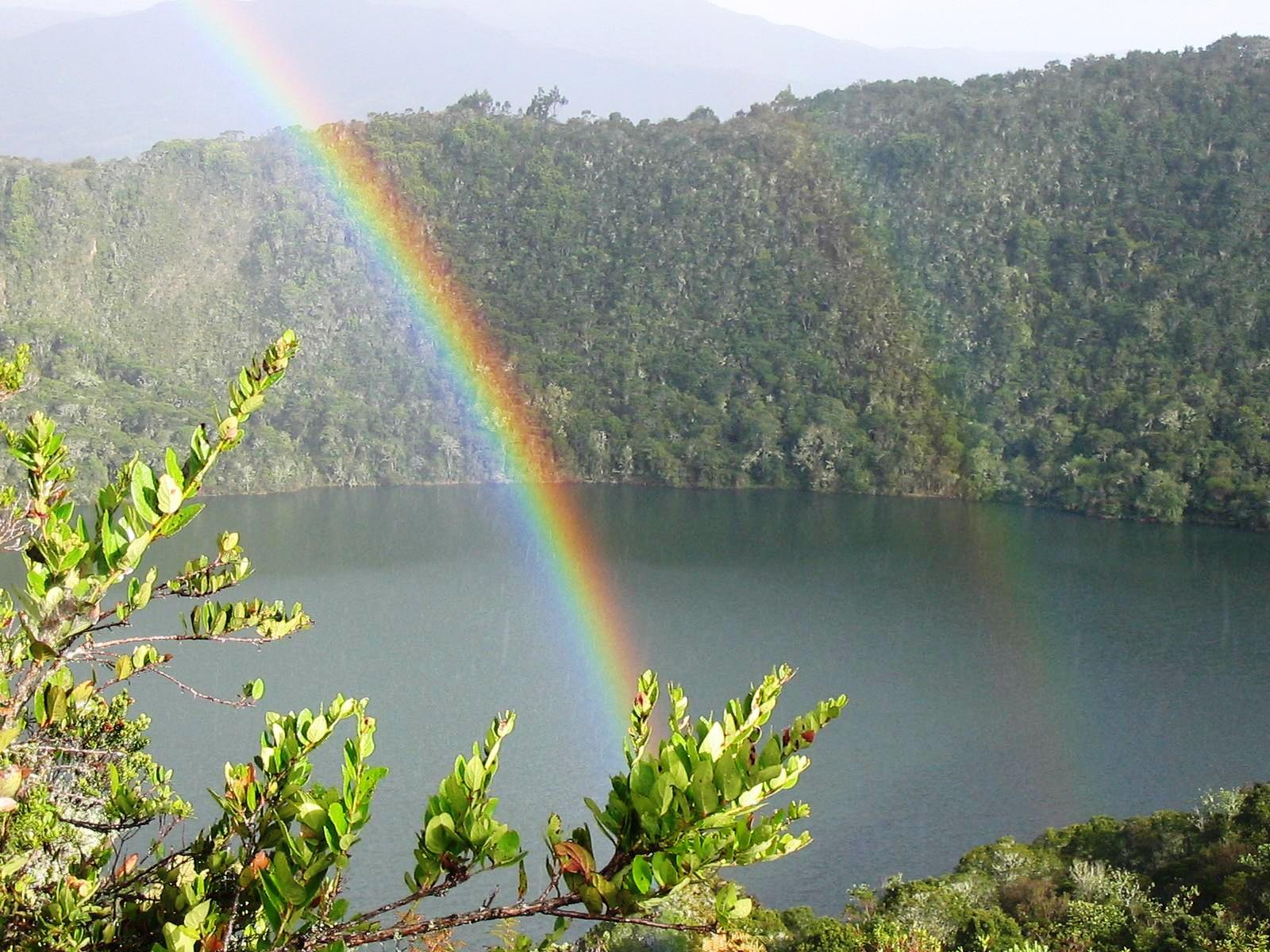
Laguna de Guatavita, en Sesquilé.
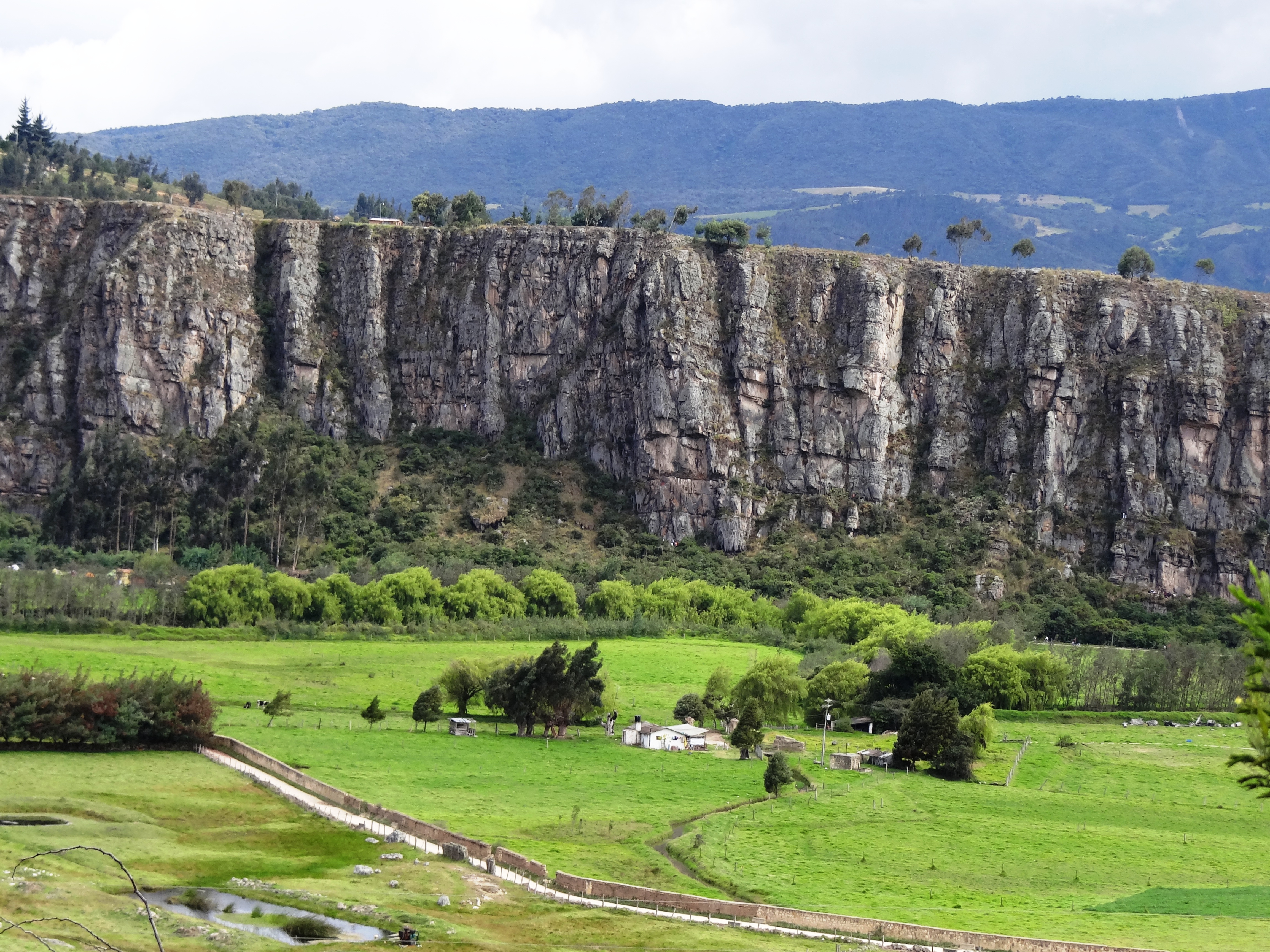
Rocas de Suesca.
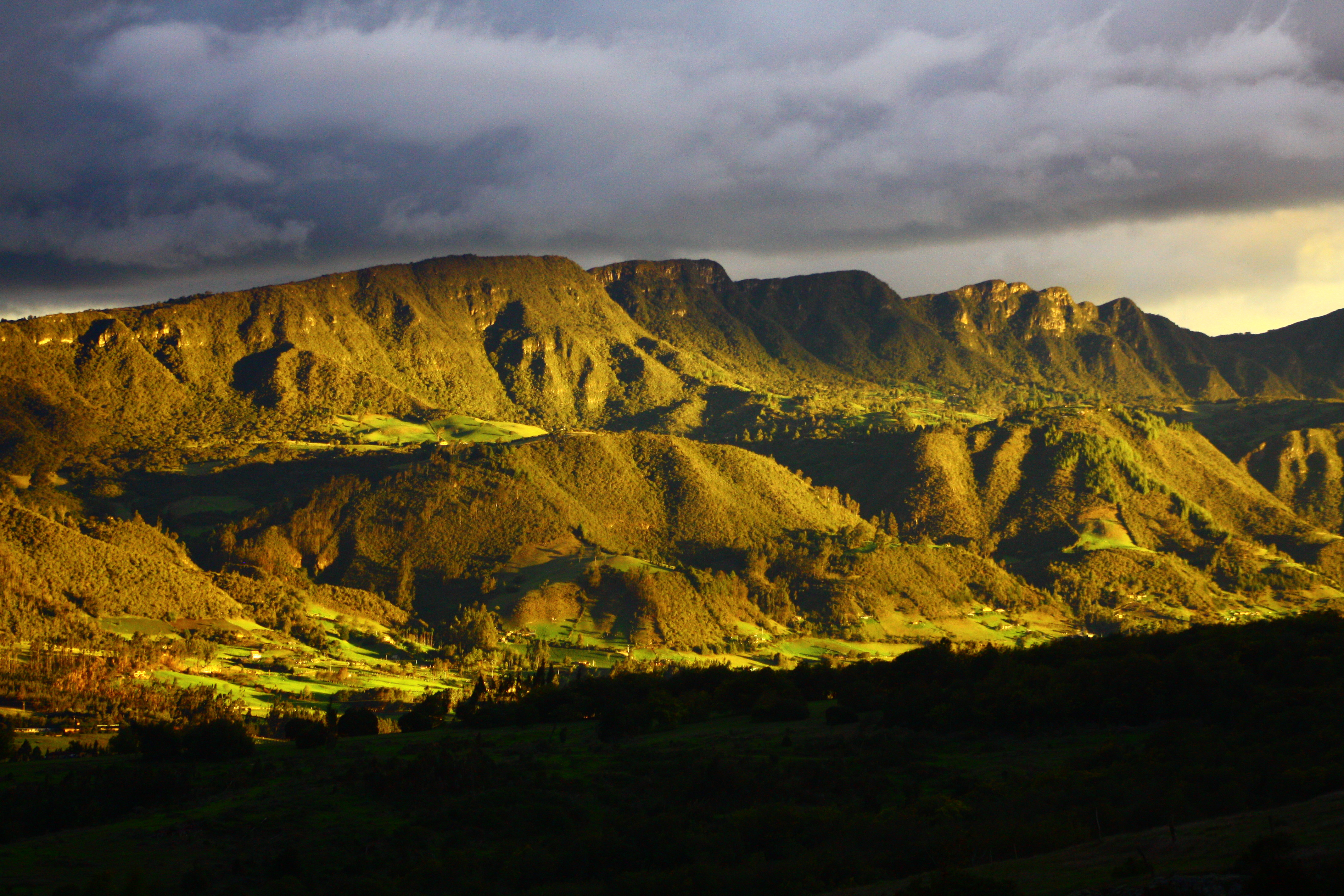
Montañas de Sesquilé.
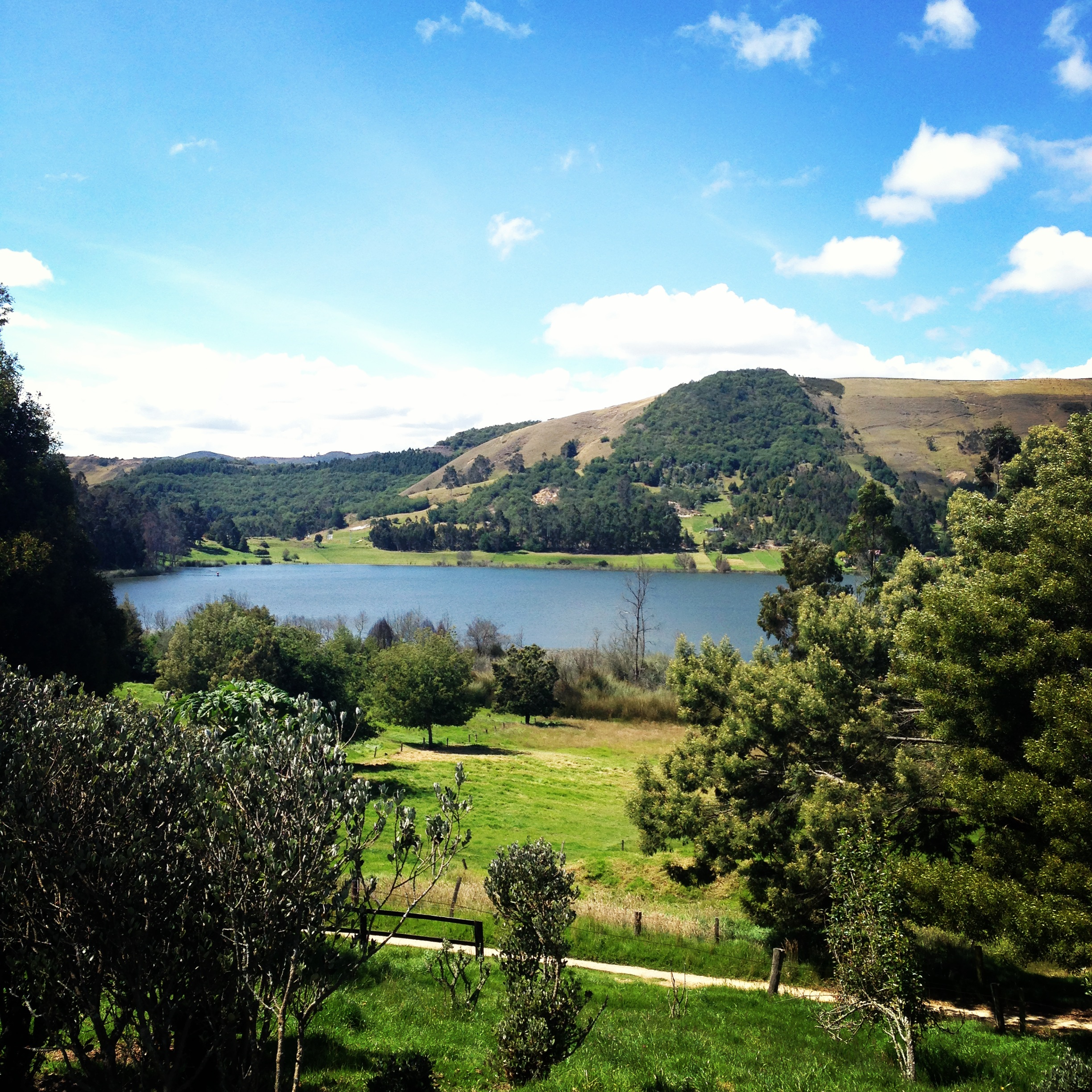
Laguna de Suesca.
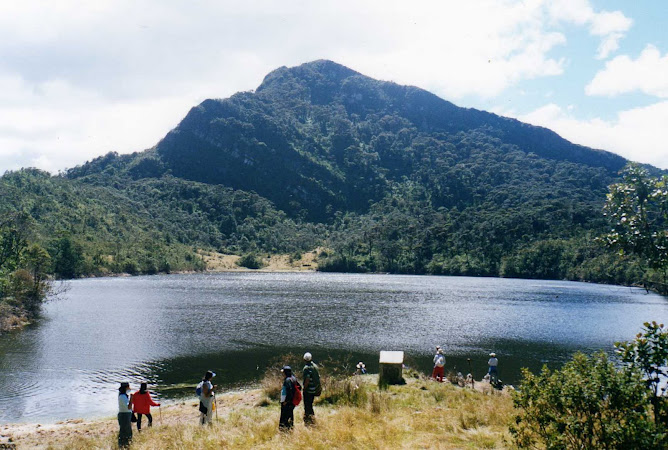
Laguna Petaca en Manta